# MICHAEL (portail web)
Pour les articles homonymes, voir Michael.
| Sigles de 2 caractères   |
| Sigles de 3 caractères   |
| Sigles de 4 caractères   |
| Sigles de 5 caractères   |
| Sigles de 6 caractères   |
| ► Sigles de 7 caractères |
| Sigles de 8 caractères   |

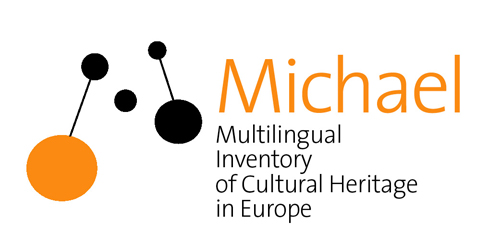
Logo du portail web MICHAEL

MICHAEL signifie Multilingual Inventory of Cultural Heritage in Europe (en français : « Inventaire multilingue du patrimoine culturel en Europe »). Le portail Internet MICHAEL vise à proposer un accès simple et rapide à une grande variété de collections numérisées provenant de musées, de bibliothèques et d’archives de différents pays européens.

## Contenus du portail
MICHAEL est le catalogue des collections numérisées de musées, de bibliothèques et d’archives. Les collections décrites rassemblent des contenus numérisés à partir d’objets tels que des photographies, des documents d’archive, des cartes, des objets, des monuments archéologiques. Il recense également des contenus créés d’emblée au format numérique : enregistrements sonores, vidéos, données scientifiques.
Les collections sont décrites par les personnels des institutions détentrices des collections et parfois par des professionnels d’opérateurs culturels de niveau régional ou national.
Pour chaque collection numérisée, on accède notamment aux informations suivantes :
- son titre ;
- sa description ;
- le(s) sujet(s) abordé(s) ;
- la/les période(s) et la/les civilisation(s) concernée(s) ;
- la/les zone(s) géographique(s) concernée(s) ;
- des informations concernant la/les institution(s) chargée(s) de sa conservation.

Les ressources sont généralement disponibles en ligne, mais l’inventaire fait également état, le cas échéant, de l’adresse Internet à laquelle les collections sont disponibles.
MICHAEL est un portail Internet susceptible de constituer le catalogue d’un système européen de bibliothèques numériques.

## Un portail européen, des instances nationales
La base MICHAEL est accessible à travers un portail Internet européen fournissant un accès simultané et multilingue aux catalogues conçus par les pays de l’Union européenne participant au projet. Chacun d’entre eux propose d’accéder à sa propre base par le biais d’une instance nationale.
Dès aujourd’hui, le service européen MICHAEL inclut les contenus des portails nationaux de la France, de l’Italie et du Royaume-Uni. Quinze autres pays ont rejoint le projet et treize catalogues nationaux supplémentaires seront accessibles au cours de l’année 2008.

## Partenaires
Le projet MICHAEL bénéficie du soutien de la Communauté européenne via le programme e-TEN. Le projet a commencé en 2004 avec des partenaires issus de trois pays : la France, l’Italie et le Royaume-Uni. Onze autres pays se sont associés à MICHAEL pour une nouvelle étape du projet en juin 2006 : l’Allemagne, l’Espagne, la Finlande, la Grèce, la Hongrie, Malte, les Pays-Bas, La Pologne, le Portugal, la République Tchèque et la Suède. En 2007, la Communauté flamande de Belgique ainsi que la Bulgarie, l’Estonie et la Slovaquie ont également rejoint MICHAEL.
Afin de poursuivre le projet, de maintenir et de développer le service MICHAEL une association internationale de loi belge, MICHAEL-Culture AISBL, a été fondée en juin 2007.